# Ruta T-933
La ruta T-933 es una carretera Chilena ubicada en Río Bueno en la Región de los Ríos, esta ruta forma parte del antiguo ramal Río Bueno - Entre Lagos.
La carretera inicia en el kilómetro 2.80 de la Ruta T-99-U

## Trazado
- KM 0.00 Empalme con Ruta T-99-U
- KM 11.00 Enlace Sector Guzmán
- KM 18.00 Enlace Sector "El Laurel"
- KM 20.00 Sector Crucero
- KM 21.00 Enlace con Ruta T-941 Actual Ruta Interlagos (Segundo Tramo)
- KM 22.00 Enlace con Ruta T-905 Actual Ruta Interlagos (Primer Tramo)
- KM 27.00 Enlace Ruta T-939 Hacia el sector de Folilco
- KM 29.100 Enlace a Ruta T-935 Hacia Ruta Interlagos
- KM 35.900 Sector Cruce Futahuente | Posta e Iglesia
- KM 36.00 Enlace Ruta T-945 Hacia Futahuente y el Minero
- KM 39.00 Sector Champulli | Escuela e Iglesia
- KM 39.50 Empalme a Ruta Interlagos y fin de la Ruta

- Datos: Q85877365